# Polyphidiopsis
Polyphidiopsis is een kevergeslacht uit de familie van de boktorren (Cerambycidae). De wetenschappelijke naam van het geslacht werd voor het eerst geldig gepubliceerd in 1979 door Hayashi.

## Soorten
Polyphidiopsis is monotypisch en omvat slechts de volgende soort:
- Polyphidiopsis punctatus Hayashi, 1979